# Coq en faïence de Vassylkiv
Le coq en faïence de Vassylkiv ou coq en majolique de Vassylkiv (en ukrainien : Півник васильківської майоліки) est une pièce décorative produite par l'usine de faïences de Vassylkiv, créée par Valerii Protoriev et Nadiia Protorieva. Il devient un symbole de résilience lors de l'invasion russe de l'Ukraine après qu'une photo d'une des maisons de Borodianka est devenue virale : malgré la quasi-totalité de l'appartement détruit, un meuble de cuisine accroché au mur a survécu. En y regardant de plus près, un coq décoratif en majolique est remarqué au sommet.

## Historique
Les origines du coq en faïence de Vassylkiv remontent au XVIIIe siècle, lorsque la ville de Vassylkiv était un centre de production de poterie en Ukraine. La tradition de la création de poterie en majolique à Vassylkiv est introduite dans la région par des artisans qualifiés d'Italie et développée ensuite par des artisans locaux. Il devient un symbole de l'art et de la culture populaires ukrainiens,.
Le coq est produit à l'usine de faïences de Vassylkiv du début des années 1960 aux années 1980. Avec l'agression de l'Ukraine par la Russie et les destructions qui s'ensuivent, une photo du meuble survivant avec un coq d'une maison en ruine à Borodianka devient célèbre dans le monde entier. Les médias ukrainiens et les réseaux sociaux s'intéressent à cette œuvre d'art. Le meuble de cuisine accroché au mur est remarqué et photographié par Yelyzaveta Servatynska (en) et la députée du conseil municipal de Kiev, Victoria Burdukova, ce qui attire l'attention de tous sur ce coq restant intact sur ce meuble exposé le long de l'immeuble éventré.
Le coq, ainsi que l'armoire, sont ajoutés à l'exposition du Musée national de la révolution de la Dignité,.

## Auteurs

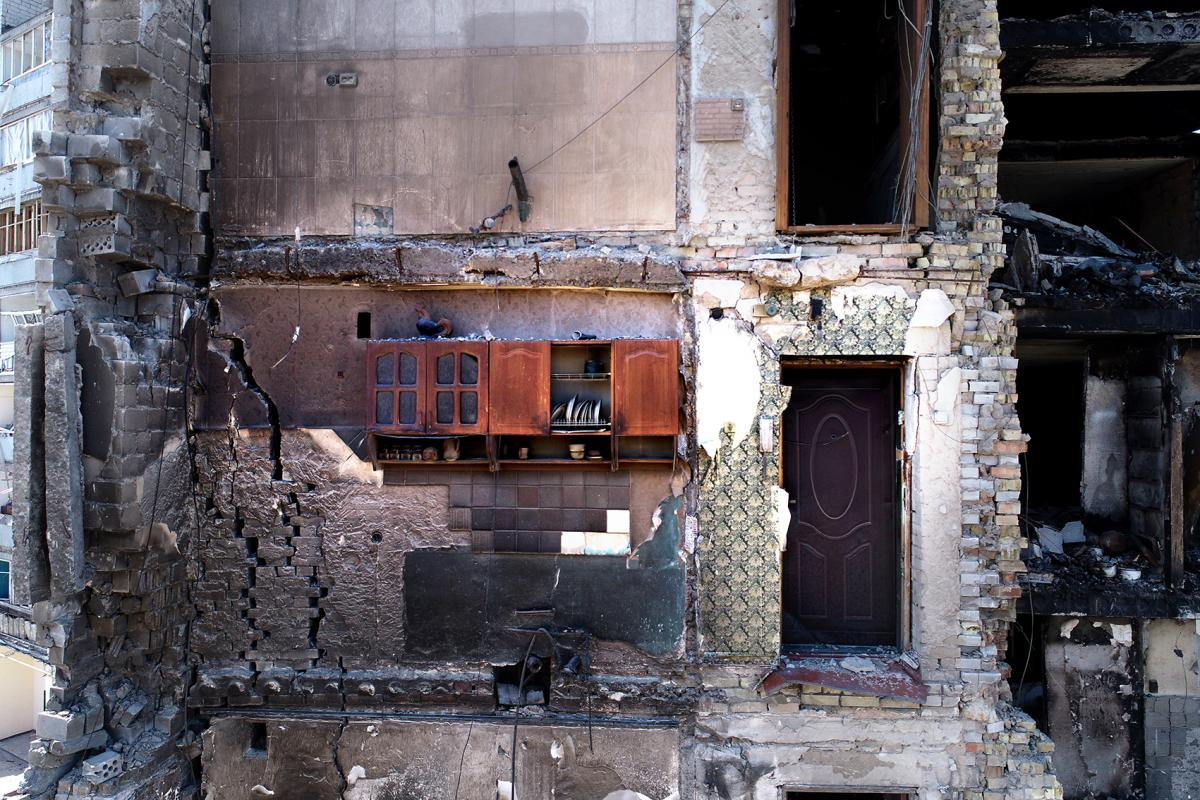
Le coq en faïence sur une armoire, dans les décombres d'un immeuble détruit.

La réalisation du coq en faïence est d'abord attribuée à tort à Prokop Bidassiouk.
Serhii Denyssenko, l'artiste en chef de l'usine de majolique de Vassylkiv, estime que la paternité du coq appartient à Valerii Protoriev et à sa femme Nadiia,.

## Symbole

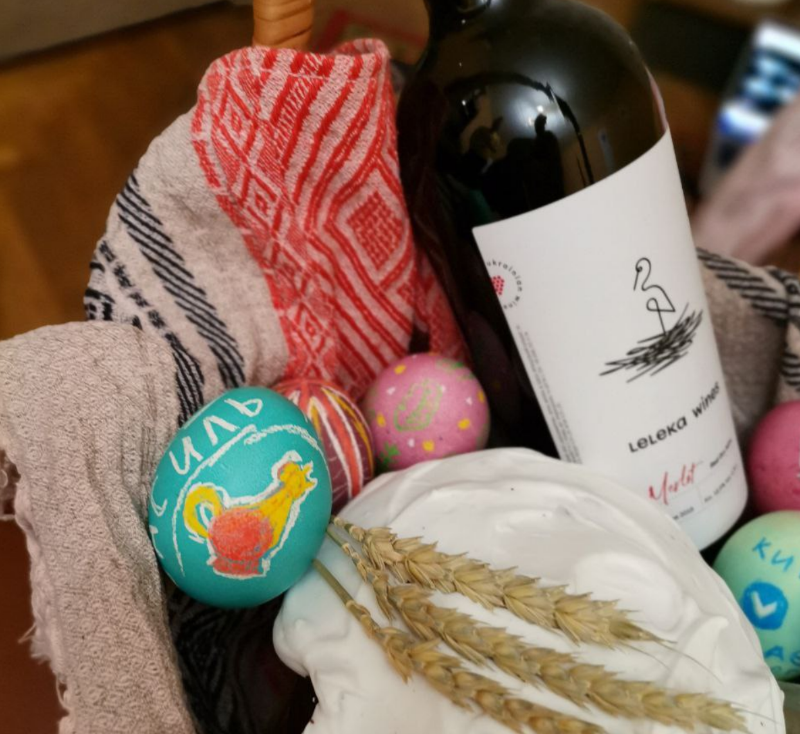
Pysanka avec le Coq de Borodianka

L'armoire de cuisine avec un coq survivant au bombardement et restée accrochée au mur, devient un symbole de courage et de persévérance. Un mème fait son apparition : « Soyez aussi fort que ce meuble de cuisine ». Il est également mentionné comme un symbole de l'indomptable esprit ukrainien et aussi appelé le « Phénix ukrainien ».
Le coq apparaît dans les illustrations d'Oleksandr Grekhov, Dima Kovalenko, Inzhyr the Cat. Il est activement recherché sur les marchés en ligne locaux. Le coq devient l'un des thèmes populaires pour les œufs de Pâques). Par exemple, le designer lituanien Laimės Kūdikis le dessine sur certaines de ses créations.
Lors de la visite du Premier ministre britannique Boris Johnson à Kiev le 9 avril 2022, le président ukrainien Volodymyr Zelensky et lui reçoivent des coqs en céramique similaires.